# Џон Ософ
Томас Џонатан Ософ (енгл. Thomas Jonathan Ossoff; Атланта,16. фебруар 1987) је амерички политичар и тренутни виши представник Џорџије у Сенату Сједњињених Америчких Држава, функцију коју обавља са Рафаелом Варноком. Члан је Демократске странке, а претходно је био филмски продуцент и истраживачки новинар .
Ософ је био кандидат Демократске странке на специјалним изборима 2017. године за 6. конгресни округ Џорџије, који се дуго сматрао републиканским упориштем. Изгубио је трку од Карен Хендел.
Средином 2020. године Ософ је победио у номинацији Демократске странке за изборе за амерички сенат 2020. у Џорџији да би се кандидовао против тада актуелног републиканског сенатора Дејвида Пердуа . Ниједан од кандидата није достигао цензус од 50% на општим изборима 3. новембра, што је покренуло изборне кругове избора 5. јануара 2021, на којима је Ософ победио. Ософ служи заједно са колегом демократом Рафаелом Варнком, који је победио републиканку Кели Лефлер у другом кругу избора Сената 2020, такође 5. јануара 2021 године. Ове две труке привукле су значајну националну пажњу, јер су одлучивале која ће странка контролисати Сенат на 117. конгресу . Победама Варнока и Ософа, демократе и републиканци имају по 50 места у Сенату, али неодлучни глас потпредседнице Камале Харрис даје демократама ефективну већину.
Овом победом, Ософ је постао најмлађи члан сената (претхнодни најмлађи изабран члан сената је био Дон Никлз који је изабран 1980. године) као и први јеврејски члан сената из Џорџије и први јеврејски сенатор са југа (претходни јеврејски сенатор са југа је био Бенџамин Џонас из Луизијане који је изабран 1879. године).